# Luca Luhan
Luca Luhan (Laguna Beach, California; 7 de agosto de 2006), es un actor estadounidense conocido por su papel cómo Bose en la serie de Nickelodeon Henry Danger y su spin-off Danger Force.

## Biografía
Actor mejor reconocido por su papel recurrente de Bryce en la serie Mixed-ish. También es conocido por sus apariciones en películas incluyendo una adaptación televisiva de Less than Zero y en Adam & Eve. Fue seleccionado para la serie de Nickelodeon del 2020 Danger Force, un spin-off de Henry Danger.

## Filmografía

### Cine
| Año  | Título               | Personaje    | Notas                |
| ---- | -------------------- | ------------ | -------------------- |
| 2019 | Annabelle Comes Home | Anthony Rios |                      |
| 2019 | Less Than Zero       | Julian Niño  | Película de TV       |
| 2019 | Adam & Eve           | Casey        | Película de TV       |
| 2023 | Breed                |              | Pendiente en estreno |

### Televisión
| Año       | Título              | Personaje                                       | Notas                      |
| --------- | ------------------- | ----------------------------------------------- | -------------------------- |
| 2019-2020 | Mixed-ish           | Bryce                                           | 6 episodios                |
| 2020      | Henry Danger        | Bose                                            | 4 episodios                |
| 2020-2024 | Danger Force        | Brainstorm / Bose O'Brian / Bose / Bose O'Brien | Protagonista; 64 episodios |
| 2021      | Danger Goes Digital | BrainStorm                                      | 6 episodios                |
| 2022      | Side Hustle         | Bose O'Brian                                    | Invitado; 1 episodio       |